# Astragalus iranshahrii
Astragalus iranshahrii är en ärtväxtart som beskrevs av Maassoumi och Dieter Podlech. Astragalus iranshahrii ingår i släktet vedlar, och familjen ärtväxter. Inga underarter finns listade i Catalogue of Life.